# Moranilinae
Die Moranilinae bilden eine Unterfamilie der Familie Moranilidae innerhalb der Erzwespen (Chalcidoidea).
Das Taxon wurde 1988 von Zdeněk Bouček als Tribus der Eunotinae eingeführt. Die Typusgattung ist Moranila Cameron, 1883. Die Moranilinae umfassen den Großteil der Arten und Gattungen der Moranilidae, ein Taxon, das erst 2022 im Rahmen einer Revision aufgrund molekularbiologischer und morphologischer Studien aus den Pteromalidae ausgegliedert wurde und den Rang einer Familie errang.

## Merkmale
Die Merkmale entsprechen denen der Moranilidae. Bouček (1988) diskutierte die Unterschiede zwischen den Vertretern der jetzigen Unterfamilien Moranilinae und Tomocerodinae. Die Tomocerodinae besitzen ein wesentlich kürzeres Gastertergit 1 als die Moranilinae. Dieses ist das längste Tergum der Moranilinae, aber viel kürzer als das Gastertergit 2 der Tomocerodes.

## Verbreitung
Die Moranilinae kommen hauptsächlich in Australasien vor. Eine Art ist fast weltweit vertreten.

## Lebensweise
Die Moranilinae sind Parasitoide oder Eiprädatoren von Röhrenblattläusen, Mottenschildläusen und Schildläusen, darunter Asterolecaniidae, Coccidae, Diaspididae, Eriococcidae, Margarodidae und Pseudococcidae.

## Innere Systematik
Die Moranilinae umfassen folgende Gattungen:
- Amoturella Girault, 1913 – 1 Art (A. sanitpierrei); Tasmanien
- Aphobetus Howard, 1896 – 10 Arten; Australien, Neuseeland
- Australeunotus Girault, 1922 – 1 Art (A. ruskini); Australien
- Australurios Girault, 1926 – 1 Art (A. longispina); Australien
- Eunotomyiia Girault, 1922 – 1 Art (E. corvus); Australien, Tasmanien
- Globonila Bouček, 1988 – 1 Art (G. parva); Australien
- Hirtonila Bouček, 1988 – 1 Art (H. dispar); Australien
- Ismaya Bouček, 1988 – 1 Art (I. brevis); Papua-Neuguinea
- Kneva Bouček, 1988 – 1 Art (K. plana); Australien
- Mnoonema Motschulsky, 1863 – 1 Art (M. timida); Sri Lanka
- Moranila Cameron, 1883 – 9 Arten; Australien, Neuseeland, fast weltweit
- Ophelosia Riley, 1890 – 16 Arten; Australien, China, Indonesien, Indien, Kalifornien, Neuseeland, Tasmanien
- Tomicobiella Girault, 1915 – 1 Art (T. subcyanea); Australien
- Tomicobomorpha Girault, 1915 – 2 Arten; Australien, Neuguinea